# Josh Pierson
Josh Pierson (Portland, Oregón, Estados Unidos; 14 de febrero de 2006) es un piloto de automovilismo estadounidense.

## Carrera

### Inicios
Pierson se sentó por primera vez en un kart a la edad de dos años. Pierson había competido en carreras locales a los cuatro años, nacionales a los siete e internacionales a los once. Después del karting, Josh Pierson pasó a los monoplazas en categorías como el Campeonato F1600 y el Campeonato Nacional U.S. F2000, antes de unirse a la serie Road to Indy.
Durante el año 2021, siguiendo el consejo de su entrenador deportivo que había juzgado que su estilo de conducción estaba en línea con los coches de categoría LMP2, Pierson había probado un Oreca 07 del equipo estadounidense PR1/Mathiasen Motorsports. Siendo esta prueba concluyente, contactó con el equipo United Autosports y tras este contacto, tuvo la oportunidad de probar en el Red Bull Ring con este mismo equipo en un Oreca 07.

### IMSA SportsCar Championship
Bobby Oergel, director y copropietario del equipo estadounidense PR1/Mathiasen Motorsports logró obtener un permiso del IMSA para que Pierson teniendo menos de 16 años, puediera participar en carreras del WeatherTech SportsCar Championship, así pudo participar con este mismo equipo en las carreras largas de este mismo campeonato.
Pierson disputó la primera ronda de la temporada 2022 de WeatherTech SportsCar Championship, las prestigiosas 24 Horas de Daytona con 15 años y 348 días haciendo historia al convertirse en el piloto más joven en hacerlo.

### Campeonato Mundial de Resistencia de la FIA
En agosto de 2021, United Autosports anunció la contratación de Pierson para competir en la temporada de 2022 del Campeonato Mundial de Resistencia de la FIA. Esto convertia a Pierson en el piloto más joven en competir en el WEC con 16 años, 1 mes y 2 días. En la primera ronda de la temporada, en las 1000 Millas de Sebring, Pierson junto a Oliver Jarvis y Paul di Resta lograron la victoria haciendo que Pierson con 16 años, 1 mes y 4 días se convirtiera en el piloto más joven en ganar una prueba del WEC.
Al disputar la tercera ronda del campeonato, la 24 Horas de Le Mans, Pierson hizo historia al convvertirse en el piloto más joven en disputar la clásica francesa con 16 años y 118 días superando a su compatriota Matt McMurry quien lo hizo con 16 años y 202 días. Además con 16 años y 119 días volvió a superar a McMurry como el piloto más joven en terminar las 24 Horas de Le Mans.
En la víspera de las 24 Horas de Le Mans 2022, United Autosports anunció la renovación de Pierson para que compita nuevamente con ellos en la temporada 2023 del Campeonato Mundial de Resistencia de la FIA.

### Indy NXT
en octubre de 2022, el equipo HMD Motorsports fichó a Pierson para correr en la temporada 2023 de la Indy NXT.

## Resumen de carrera
| Temporada | Categoría                                          | Equipo                    | Carreras     | Victorias    | Poles        | VR           | Podios       | Puntos       | Pos.         |
| --------- | -------------------------------------------------- | ------------------------- | ------------ | ------------ | ------------ | ------------ | ------------ | ------------ | ------------ |
| 2020      | Campeonato F1600                                   | lovation, TransUnion      | 6            | 0            | 0            | 0            | 2            | 72           | 22.º         |
| 2020      | Campeonato Nacional U.S. F2000                     | Exclusive Autosport       | 16           | 0            | 0            | 0            | 0            | 57           | 20.º         |
| 2021      | Campeonato Nacional U.S. F2000                     | Pabst Racing              | 18           | 0            | 0            | 0            | 5            | 291          | 4.º          |
| 2022      | Asian Le Mans Series - LMP2                        | United Autosports         | 2            | 2            | 2            | 2            | 2            | 0            | NC†          |
| 2022      | Campeonato Mundial de Resistencia de la FIA - LMP2 | United Autosports         | 6            | 1            | 0            | 0            | 2            | 113          | 3.º          |
| 2022      | 24 Horas de Le Mans - LMP2                         | United Autosports         | 1            | 0            | 0            | 0            | 0            | N/A          | 6.º          |
| 2022      | WeatherTech SportsCar Championship - LMP2          | PR1/Mathiasen Motorsports | 7            | 0            | 0            | 0            | 1            | 1809         | 6.º          |
| 2023      | Indy NXT                                           | HMD Motorsports           | 9            | 0            | 0            | 0            | 0            | 173          | 15.º         |
| 2023      | WeatherTech SportsCar Championship - LMP2          | United Autosports         | 7            | 1            | 0            | 0            | 2            | 92           | 4.º          |
| 2023      | Campeonato Mundial de Resistencia de la FIA - LMP2 | TDS Racing                | 1            | 0            | 0            | 0            | 0            | 892          | 14.º         |
| 2024      | Indy NXT                                           | HMD Motorsports           | 14           | 0            | 0            | 0            | 0            | 264          | 14.º         |
| 2025      | Campeonato de Fórmula Regional de Oceanía          | mtec Motorsport           | 12           | 0            | 0            | 2            | 3            | 219          | 7.º          |
| 2025      | Indy NXT                                           | HMD Motorsports           | Disputándose | Disputándose | Disputándose | Disputándose | Disputándose | Disputándose | Disputándose |
| Fuente:   |                                                    |                           |              |              |              |              |              |              |              |

- † Pierson fue piloto invitado, por lo tanto no fue apto para sumar puntos.

## Resultados

### Campeonato F1600
(Clave) (negrita indica pole position) (cursiva indica vuelta rápida)

| Año     | Escudería            | 1      | 2     | 3     | 4   | 5   | 6   | 7   | 8   | 9   | 10   | 11   | 12   | 13    | 14    | 15      | 16  | 17  | 18  | Pos. | Puntos |
| ------- | -------------------- | ------ | ----- | ----- | --- | --- | --- | --- | --- | --- | ---- | ---- | ---- | ----- | ----- | ------- | --- | --- | --- | ---- | ------ |
| 2020    | Iovation, TransUnion | PIT 17 | PIT 6 | PIT 4 | MOH | MOH | MOH | VIR | VIR | VIR | SPMP | SPMP | SPMP | PIT 3 | PIT 2 | PIT DNF | ATL | ATL | ATL | 22.º | 72     |
| Fuente: |                      |        |       |       |     |     |     |     |     |     |      |      |      |       |       |         |     |     |     |      |        |

### Campeonato Nacional U.S. F2000
(Clave) (negrita indica pole position) (cursiva indica vuelta rápida)

| Año     | Escudería           | 1      | 2      | 3      | 4      | 5      | 6      | 7      | 8      | 9      | 10     | 11     | 12     | 13      | 14      | 15      | 16     | 17      | 18    | Pos. | Puntos |
| ------- | ------------------- | ------ | ------ | ------ | ------ | ------ | ------ | ------ | ------ | ------ | ------ | ------ | ------ | ------- | ------- | ------- | ------ | ------- | ----- | ---- | ------ |
| 2020    | Exclusive Autosport | ROA 13 | ROA 19 | MOH 15 | MOH 16 | MOH 17 | LOR 19 | IMS 17 | IMS 18 | IMS 12 | MOH 17 | MOH 16 | MOH 18 | NJMP 13 | NJMP 10 | NJMP 10 | STP 15 | STP DNS |       | 20.º | 57     |
| 2021    | Pabst Racing        | ALA 3  | ALA 3  | STP 7  | STP 10 | IMS 4  | IMS 2  | IMS 2  | LOR 8  | ROA 9  | ROA 3  | MOH 8  | MOH 12 | MOH 11  | NJMP 6  | NJMP 11 | NJMP 5 | MOH 11  | MOH 6 | 4.º  | 291    |
| Fuente: |                     |        |        |        |        |        |        |        |        |        |        |        |        |         |         |         |        |         |       |      |        |

### Asian Le Mans Series
(Clave) (negrita indica pole position) (cursiva indica vuelta rápida)

| Año     | Escudería         | Clase | Automóvil | Motor                 | 1   | 2   | 3     | 4     | Pos. | Puntos |
| ------- | ----------------- | ----- | --------- | --------------------- | --- | --- | ----- | ----- | ---- | ------ |
| 2022    | United Autosports | LMP2  | Oreca 07  | Gibson GK428 4.2 L V8 | DUB | DUB | ABU 1 | ABU 1 | NC†  | 0†     |
| Fuente: |                   |       |           |                       |     |     |       |       |      |        |

- † Como piloto invitado, no fue apto para puntuar.

### WeatherTech SportsCar Championship
(Clave) (negrita indica pole position) (cursiva indica vuelta rápida)

| Año     | Escudería                 | Clase | Automóvil | Motor                 | 1     | 2     | 3     | 4     | 5     | 6     | 7     | Pos. | Puntos |
| ------- | ------------------------- | ----- | --------- | --------------------- | ----- | ----- | ----- | ----- | ----- | ----- | ----- | ---- | ------ |
| 2022    | PR1/Mathiasen Motorsports | LMP2  | Oreca 07  | Gibson GK428 4.2 L V8 | DAY 7 | SEB 4 | LGA 4 | MDO 6 | WGL 6 | ELK 5 | PET 3 | 6.º  | 1809   |
| Fuente: |                           |       |           |                       |       |       |       |       |       |       |       |      |        |

### 24 Horas de Daytona
| Año     | Escudería                 | Copilotos                                       | Automóvil       | Clase | Vueltas | Pos. | Pos. Clase |
| ------- | ------------------------- | ----------------------------------------------- | --------------- | ----- | ------- | ---- | ---------- |
| 2022    | PR1/Mathiasen Motorsports | Jonathan Bomarito Steven Thomas Harry Tincknell | Oreca 07-Gibson | LMP2  | 663     | DNF  | DNF        |
| Fuente: |                           |                                                 |                 |       |         |      |            |

### Campeonato Mundial de Resistencia de la FIA
(Clave) (negrita indica pole position) (cursiva indica vuelta rápida)

| Año   | Escudería             | Clase | Automóvil       | 1   | 2   | 3   | 4   | 5   | 6   | Pos. | Puntos | Ref.  |
| ----- | --------------------- | ----- | --------------- | --- | --- | --- | --- | --- | --- | ---- | ------ | ----- |
| 2022* | United Autosports USA | LMP2  | Oreca 07-Gibson | SEB | SPA | LMS | MNZ | FUJ | BHR | 3.º  | 113    | [ 1 ] |
| 2022* | United Autosports USA | LMP2  | Oreca 07-Gibson | 1   | 6   | 6   | 5   | 5   | 2   | 3.º  | 113    | [ 1 ] |

### 24 Horas de Le Mans
| Año     | Escudería             | Copilotos                   | Automóvil       | Clase | Vueltas | Pos. | Pos. Clase |
| ------- | --------------------- | --------------------------- | --------------- | ----- | ------- | ---- | ---------- |
| 2022    | United Autosports USA | Alex Lynn Oliver Jarvis     | Oreca 07-Gibson | LMP2  | 368     | 10.º | 6.º        |
| 2023    | United Autosports     | Tom Blomqvist Oliver Jarvis | Oreca 07-Gibson | LMP2  | 323     | 18.º | 8.º        |
| Fuente: |                       |                             |                 |       |         |      |            |